# Giovanni da Volpino
Giovanni da Volpino, conosciuto come Johannes de Volpino o Maestro di Cambianica di Branico e di Pezzo o Maestro di Sommacampagna (Volpino, XIV secolo – tra il 1384-1389), è stato un pittore italiano.

## Biografia

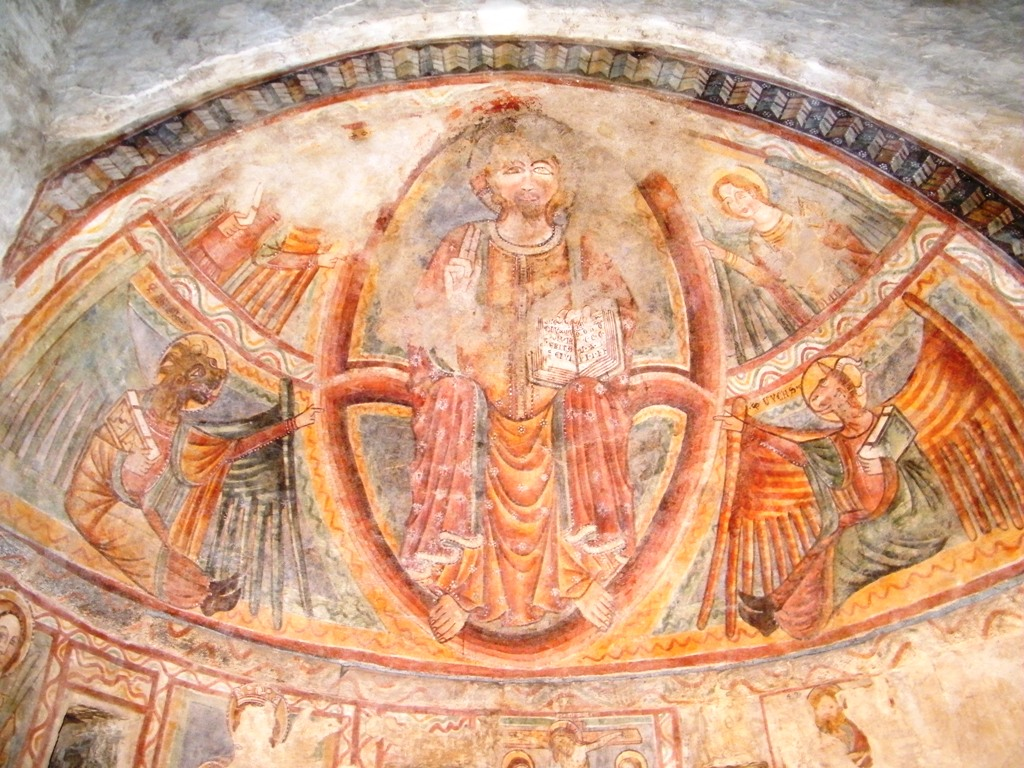
Abside - Chiesa di S Michele - Cambianica di Tavernola Bergamasca (Foto Luca Giarelli)

Di Giovanni da Volpino non si conosce la biografia, non se ne conosce neppure l'esatto nome se non fosse avvalorato da alcune ricerche compiute da vari studiosi. Pur non conoscendo l'esatta località di nascita si presume che sia nato a Costa Volpino verso la metà del XIV secolo, mentre la morte è avvenuta tra il 1384 e il 28 marzo 1389.
Tra le pitture attribuitegli, la più antica è presente nella chiesa di Sant'Apollonio di Pezzo dove è stato possibile riconoscere la datazione del 1362 che l'artista aveva indicata sul libro che tiene tra le mani il Cristo Pantocratore, di quattro anni successiva la datazione sul medesimo soggetto della chiesa di San Michele di Cambianica. La data in caratteri latini, l'artista l'aveva posta anche nella chiesa di Sant'Andrea di Sommacampagna sulla cornice dell'affresco raffigurante san Bartolomeo (MCCCLXXXIIII).
L'identificazione di Giovanni da Volpino come unico esecutore di affreschi presenti in varie località, nasce dal riconoscerne oltre che i medesimi modelli artistici, anche le medesime caratteristiche, che fanno ricondurre a lui quel pittore itinerante in più parti indicato. Il nome dell'artista è desumibile da un documento datato 28 marzo 1389 - da qui la data di morte - dove don Romolo Putelli indica un Pecino del fu maestro Giovanni pittore di Volpino, atto redatto a Lovere nella chiesa di San Giorgio dall'allora prete Bertolino di Branico.

## Opere
La sua attività la svolse in un'area piuttosto ampia che partendo dalla bassa Val Camonica si sposta fino all'alta valle con la Val di Peio, la Val di Non con le località di Ananunia verso il Passo della Mendola, Revò e Fondo, fino al lago di Santa Cristina con Sarnanico, Romeno e San Zeno, poi la zona di Bolzano fino a Levico, Sommacampagna e il lago di Garda con le località di Montichiari e Sirmione. Dalle sue opere si deduce che l'artista raccogliesse le commissioni legate a schemi sempre tradizionali per questo era richiesta in più parti, anche se il suo stile era arretrato e duecentesco.
Le raffigurazioni che più ricorrono sono:
- sei affreschi raffiguranti l'Ultima cena: a Branico, Cles frazione di Pez chiesa di San Vigilio, Maiano, Banco di Sanzero, Caldaro e Gorno. L'artista dipinge la scena con Cristo come figura centrale nell'atto di spezzare il pane e di porgerlo a Giuda che sta di fronte a lui, ma un diavolo gli entra in bocca. Questo è raffigurato nelle sembianze repellenti di un rospo. Alla sinistra di Cristo siede Giovanni, posto nell'atto di appoggiare il capo sul suo braccio. In queste raffigurazioni l'artista ripropone passo dopo passo il Vangelo di Giovanni (21,27). La tavola è imbandita con numerosi oggetti che raccontano di un artista che non conosceva la prospettiva; vi è infatti uno squilibrio tra la raffigurazione dei commensali visti frontalmente, dalla tavola che è raffigurata dall'alto, però ci propone quelli che erano gli oggetti in uso nel suo tempo. I piatti sono condivisi da tutti, la pietanza principale è il pesce che ogni commensale prende con il proprio coltello - era questa infatti la sola posata in uso nel Trecento - brocche d'acqua e vino e frutta raffigurata nei fichi.[4]
- Alcune Crocifissioni di cui molte illeggibili. La meglio conservata e più completa si trova nella chiesa dei Santi Bartolomeo e Gottardo di Branico. La raffigurazione ha la particolarità di avere molti personaggi posti ai piedi della croce, tra cui le pie donne con Maria, mentre un Vangelo si pone sopra la croce che uno stuolo di santi.
- La raffigurazione di San Cristoforo è sempre posta all'esterno dei luoghi di culto per questo motivo si presentano sempre in pessime condizioni, a volte per l'incuria del tempo ma a volte perché martellinati per potervi sovrapporre altri lavori. Particolare l'affresco posto sulla torre campanaria della chiesa di Peio datato 1379-1380. Nella località di Fondo in Val di Non la raffigurazione posta sulla parete esterna della chiesa di Santa Lucia è ben conservata.[5]
- Il Christ Pantocrator raffigurato nella chiesa di Cambianica e Plampezzo, tiene tra le mani un libro aperto riportante la scritta Io sono la via la verità e la vita; sulla pagina destra riporta la datazione dell'affresco. Cristo è racchiuso in una grande mandorla con la raffigurazione antropomorfa dei quattro evangelisti all'esterno. Marco raffigurato con la testa di leone, Matteo di un toro, Luca dell'aquila, Giovanni non è raffigurato come era tipico della tradizione bizantina. Queste raffigurazioni sono poste nel catino dell'abside.
- La raffigurazione di sant'Antonio, tipica della tradizione contadina perché protettore degli animali domestici, viene proposta con il soggetto accompagnato dal bastone terminante con un campanello e con l'immagine di un maialino posto ai suoi piedi.
- Maria Maddalena l'artista la raffigura nelle chiese di Pavillo, Montichiari e Cambianica. La santa è dipinta con lunghi capelli che le coprono tutto il corpo diventando una tunica;
- La raffigurazione di san Martino appare in soli due affreschi ma poco visibili, anche se l'immagine di un uomo a cavallo lo rende facilmente identificabile.
- La Madonna del latte è presente negli affreschi di Cambianica, Sommacampagna, Branico e Levico.

Riassumendo rimangono cicli pittorici dei suoi affreschi presso la:
- Chiesa di San Desiderio a Sellero[6]
- Chiesa dei Santi Bartolomeo e Gottardo a Branico[7]
- Chiesa di Sant'Apollonio a Pezzo di Ponte di Legno[8]
- Chiesa di San Michele di Cambianica a Tavernola Bergamasca affreschi nel catino dell'abside raffiguranti Cristo pantocratore circondato dal tetramorfo, la Crocifissione, Santa Lucia e la Madonna con il Bambino:[9]